# Films américains sortis en 1935
Listes de films américains
- 1931
- 1932
- 1933
- 1934
- 1935
- 1936
- 1937
- 1938
- 1939

Liste (non exhaustive) de films américains sortis en 1935.

Mutiny on the Bounty remporte l'Oscar du meilleur film à la 8e cérémonie des Oscars.

## A-Z (ordre alphabétique des titres en anglais)
| Titre                                                 | Réalisateur                      | Distribution                                                              | Genre                                  | Note |  |
| ----------------------------------------------------- | -------------------------------- | ------------------------------------------------------------------------- | -------------------------------------- | ---- |  |
| After Office Hours                                    | Robert Z. Leonard                | Constance Bennett, Clark Gable, Billie Burke                              | drame, policier                        |      |  |
| Ah, Wilderness!                                       | Clarence Brown                   | Wallace Beery, Lionel Barrymore, Mickey Rooney                            | Comédie, drame                         |      |  |
| Air Hawks                                             | Albert S. Rogell                 | Ralph Bellamy, Tala Birell, Douglass Dumbrille                            | drame, action                          |      |  |
| Alice Adams                                           | George Stevens                   | Katharine Hepburn, Fred MacMurray, Evelyn Venable                         | drame, Romance                         |      |  |
| Anna Karenina                                         | Clarence Brown                   | Greta Garbo, Fredric March, Maureen O'Sullivan                            | drame                                  |      |  |
| Annie Oakley                                          | George Stevens                   | Barbara Stanwyck, Melvyn Douglas, Preston Foster                          | drame, Western                         |      |  |
| Baby Face Harrington                                  | Raoul Walsh                      | Charles Butterworth, Una Merkel, Nat Pendleton                            | Comédie                                |      |  |
| Barbary Coast                                         | Howard Hawks                     | Edward G. Robinson, Miriam Hopkins, Joel McCrea                           | drame, aventure                        |      |  |
| Becky Sharp                                           | Rouben Mamoulian, Lowell Sherman | Miriam Hopkins, Cedric Hardwicke, Frances Dee                             | drame                                  |      |  |
| The Best Man Wins                                     | Erle C. Kenton                   | Edmund Lowe, Jack Holt, Bela Lugosi                                       | drame, policier                        |      |  |
| The Big Broadcast of 1936                             | Norman Taurog                    | George Burns, Gracie Allen, Ethel Merman                                  | Comédie, Musical                       |      |  |
| Biography of a Bachelor Girl                          | Edward H. Griffith               | Ann Harding, Robert Montgomery, Edward Arnold                             | Comédie, romance                       |      |  |
| The Bishop Misbehaves                                 | Ewald André Dupont               | Edmund Gwenn, Maureen O'Sullivan                                          | Comédie/policier                       |      |  |
| Black Fury                                            | Michael Curtiz                   | Paul Muni, Karen Morley, Barton MacLane                                   | drame                                  |      |  |
| The Black Room                                        | Roy William Neill                | Boris Karloff, Marian Marsh, Katherine DeMille                            | Film policier, film d'horreur          |      |  |
| Bordertown                                            | Archie Mayo                      | Paul Muni, Bette Davis, Margaret Lindsay                                  | drame, policier                        |      |  |
| The Bride Comes Home                                  | Wesley Ruggles                   | Claudette Colbert, Fred MacMurray, Robert Young                           | Comédie                                |      |  |
| Bride of Frankenstein                                 | James Whale                      | Boris Karloff, Elsa Lanchester, Colin Clive                               | Science fiction, film d'horreur        |      |  |
| Broadway Melody of 1936                               | Roy Del Ruth, W. S. Van Dyke     | Eleanor Powell, Robert Taylor, Jack Benny                                 | Comédie musicale                       |      |  |
| The Call of the Wild                                  | William A. Wellman               | Clark Gable, Loretta Young, Jack Oakie                                    | drame, aventure                        |      |  |
| Captain Blood                                         | Michael Curtiz                   | Errol Flynn, Olivia de Havilland, Lionel Atwill                           | Aventure, action                       |      |  |
| Captain Hurricane                                     | John S. Robertson                | James Barton, Helen Westley, Gene Lockhart                                | Comédie, drame, romance                |      |  |
| Car 99                                                | Charles Barton                   | Fred MacMurray, Ann Sheridan, Guy Standing                                | Drame, policier                        |      |  |
| Cardinal Richelieu                                    | Rowland V. Lee                   | George Arliss, Maureen O'Sullivan, Cesar Romero                           | drame, Romance                         |      |  |
| The Case of the Curious Bride                         | Michael Curtiz                   | Warren William, Claire Dodd, Allen Jenkins                                | drame, policier                        |      |  |
| The Case of the Lucky Legs                            | Michael Curtiz                   | Warren William, Genevieve Tobin, Patricia Ellis                           | drame, policier                        |      |  |
| The Casino Murder Case                                | Edwin L. Marin                   | Paul Lukas, Alison Skipworth, Rosalind Russell                            | Comédie, Film à énigme                 |      |  |
| Charlie Chan in Egypt                                 | Louis King                       | Warner Oland, Rita Hayworth, Pat Paterson                                 | Film à énigme, Comédie, drame          |      |  |
| China Seas                                            | Tay Garnett                      | Clark Gable, Jean Harlow, Wallace Beery                                   | Aventure                               |      |  |
| Circumstantial Evidence                               | Charles Lamont                   | Chick Chandler, Shirley Grey, Claude King                                 | drame, policier                        |      |  |
| Condemned to Live (en)                                | Frank R. Strayer                 | Ralph Morgan, Maxine Doyle, Russell Gleason                               | Film à énigme, film d'horreur          |      |  |
| Coronado                                              | Norman Z. McLeod                 | Betty Burgess, Johnny Downs, Eddy Durchin                                 | Musical                                |      |  |
| Crime and Punishment                                  | Josef von Sternberg              | Peter Lorre, Edward Arnold, Marian Marsh                                  | drame, policier                        |      |  |
| The Crime of Dr. Crespi                               | John H. Auer                     | Erich von Stroheim, Dwight Frye                                           | Film d'horreur                         |      |  |
| The Crusades                                          | Cecil B. DeMille                 | Loretta Young, Henry Wilcoxon, C. Aubrey Smith                            | drame, aventure, War                   |      |  |
| Curly Top                                             | Irving Cummings                  | Shirley Temple, John Boles, Rochelle Hudson                               | Musical                                |      |  |
| Dance Band                                            | Francis Lederer                  | Charles Rogers et June Clyde                                              | Musical                                |      |  |
| Danger Ahead                                          | Albert Herman                    | Lawrence Gray, Fuzzy Knight, Sheila Bromley                               | drame, policier                        |      |  |
| Dangerous                                             | Alfred E. Green                  | Bette Davis, Franchot Tone, Alison Skipworth                              | drame                                  |      |  |
| Dante's Inferno                                       | Harry Lachman                    | Spencer Tracy, Henry B. Walthall, Rita Hayworth                           | drame                                  |      |  |
| The Dark Angel                                        | Sidney Franklin                  | Merle Oberon, Fredric March, Herbert Marshall                             | drame, Romance                         |      |  |
| David Copperfield                                     | George Cukor                     | Frank Lawton, Roland Young, Maureen O'Sullivan                            | drame, romance, aventure               |      |  |
| Devil Dogs of the Air                                 | Lloyd Bacon                      | James Cagney, Pat O'Brien, Margaret Lindsay                               | Comédie, drame, action                 |      |  |
| The Devil is a Woman                                  | Josef von Sternberg              | Marlene Dietrich, Lionel Atwill, Cesar Romero                             | Comédie, drame                         |      |  |
| A Dog of Flanders                                     | Edward Sloman                    | Frankie Thomas, O.P. Heggie, Helen Parrish                                | drame                                  |      |  |
| East of Java                                          | George Melford                   | Charles Bickford, Elizabeth Young, Frank Albertson                        | Aventure, drame                        |      |  |
| Eight Bells                                           | Roy William Neill                | Ann Sothern, Ralph Bellamy, Catherine Doucet                              | drame, aventure                        |      |  |
| Escapade                                              | Robert Z. Leonard                | William Powell, Luise Rainer, Reginald Owen                               | Comédie, romance                       |      |  |
| Every Night at Eight                                  | Raoul Walsh                      | George Raft, Alice Faye, Frances Langford                                 | Comédie musicale                       |      |  |
| The Farmer Takes a Wife                               | Victor Fleming                   | Henry Fonda, Janet Gaynor, Charles Bickford                               | Comédie, romance                       |      |  |
| The Flame Within                                      | Edmund Goulding                  | Maureen O'Sullivan, Ann Harding, Louis Heyward                            | drame                                  |      |  |
| Four Hours to Kill                                    | Mitchell Leisen                  | Richard Barthelmess, Roscoe Karns, Ray Milland                            | drame, policier                        |      |  |
| Frisco Kid                                            | Lloyd Bacon                      | James Cagney, Ricardo Cortez, Margaret Lindsay                            | drame, aventure                        |      |  |
| Front Page Woman                                      | Michael Curtiz                   | Bette Davis, George Brent, Roscoe Karns                                   | drame, Romance                         |      |  |
| G Men                                                 | William Keighley                 | James Cagney, Ann Dvorak, Edward Pawley                                   | drame, policier                        |      |  |
| The Gilded Lily                                       | Wesley Ruggles                   | Claudette Colbert, Fred MacMurray, Ray Milland                            | Comédie, romance                       |      |  |
| The Girl from 10th Avenue                             | Alfred E. Green                  | Bette Davis, Ian Hunter, Alison Skipworth                                 | drame                                  |      |  |
| The Glass Key                                         | Frank Tuttle                     | George Raft, Edward Arnold, Claire Dodd                                   | drame, policier                        |      |  |
| Go Into Your Dance                                    | Archie Mayo                      | Al Jolson, Ruby Keeler, Glenda Farrell                                    | Musical                                |      |  |
| Goin' to Town                                         | Alexander Hall                   | Mae West, Paul Cavanagh, Gilbert Emery                                    | Comédie, Musical                       |      |  |
| Going Highbrow                                        | Robert Florey                    | Edward Everett Horton, ZaSu Pitts, Guy Kibbee                             | Comédie, romance                       |      |  |
| Gold Diggers of 1935                                  | Busby Berkeley                   | Dick Powell, Alice Brady, Hugh Herbert                                    | Comédie musicale                       |      |  |
| The Good Fairy                                        | William Wyler                    | Margaret Sullavan, Herbert Marshall, Frank Morgan                         | Comédie romantique                     |      |  |
| Grand Old Girl                                        | John S. Robertson                | May Robson, Fred MacMurray, Edward Van Sloan                              | Drame, romance                         |      |  |
| The Great Impersonation                               | Alan Crosland                    | Edmund Lowe, Valerie Hobson                                               | Drame                                  |      |  |
| Hands Across the Table                                | Mitchell Leisen                  | Carole Lombard, Fred MacMurray, Ralph Bellamy                             | Comédie, romance                       |      |  |
| The Headline Woman (en)                               | William Nigh                     | Roger Pryor, Heather Angel, Franklin Pangborn                             | drame, policier                        |      |  |
| The Healer                                            | Reginald Barker                  | Ralph Bellamy, Judith Allen, Mickey Rooney                                | drame                                  |      |  |
| Here Comes the Band                                   | Paul Sloane                      | Ted Lewis, Virginia Bruce, Nat Pendleton                                  | Comédie musicale                       |      |  |
| Home on the Range                                     | Arthur Jacobson                  | Randolph Scott, Jackie Coogan, Evelyn Brent                               | Western                                |      |  |
| Hop-a-long Cassidy                                    | Howard Bretherton                | William Boyd, James Ellison, Paula Stone                                  | Western                                |      |  |
| I Dream Too Much                                      | Walter Lang                      | Henry Fonda, Lily Pons, Lucille Ball                                      | Comédie musicale                       |      |  |
| I Live for Love                                       | Busby Berkeley                   | Dolores del Río, Everett Marshall, Don Alvarado                           | Musical, Romance                       |      |  |
| The Imperfect Lady                                    | Tim Whelan                       | Frank Morgan, Cicely Courtneidge                                          | Comédie                                | MGM  |  |
| In Caliente                                           | Lloyd Bacon                      | Dolores del Río, Pat O'Brien, Edward Everett Horton                       | Comédie musicale                       |      |  |
| In Old Kentucky                                       | George Marshall                  | Russell Hardie, Dorothy Wilson, Charles Sellon                            | Comédie                                |      |  |
| The Informer                                          | John Ford                        | Victor McLaglen, Preston Foster, Donald Meek                              | drame                                  |      |  |
| It's a Small World                                    | Irving Cummings                  | Spencer Tracy, Wendy Barrie, Raymond Walburn                              | Comédie                                |      |  |
| Justice of the Range                                  | David Selman                     | Ward Bond, Gabby Hayes, Tim McCoy                                         | Western                                |      |  |
| Kind Lady                                             | George B. Seitz                  | Aline MacMahon, Basil Rathbone                                            | drame                                  |      |  |
| The Last Days of Pompeii                              | Merian C. Cooper                 | Preston Foster, Basil Rathbone, Alan Hale                                 | drame, aventure                        |      |  |
| The Last Outpost                                      | Charles Barton, Louis J. Gasnier | Cary Grant, Claude Rains, Kathleen Burke                                  | drame, aventure, War                   |      |  |
| Life Begins At Forty                                  | George Marshall                  | Jane Darwell, Rochelle Hudson, George Barbier                             | Comédie                                |      |  |
| Life Returns                                          | Eugene Frenke                    | Onslow Stevens, Lois Wilson                                               | drame, Science fiction                 |      |  |
| Little Big Shot                                       | Michael Curtiz                   | Robert Armstrong, Sybil Jason, Ward Bond                                  | Comédie                                |      |  |
| Le Petit Colonel (The Little Colonel)                 | David Butler                     | Shirley Temple, Lionel Barrymore, Hattie McDaniel                         | Comédie, drame                         |      |  |
| The Littlest Rebel                                    | David Butler                     | Shirley Temple, John Boles, Jack Holt                                     | drame                                  |      |  |
| The Lives of a Bengal Lancer                          | Henry Hathaway                   | Gary Cooper, Franchot Tone, Richard Cromwell                              | drame, aventure                        |      |  |
| Living on Velvet                                      | Frank Borzage                    | George Brent, Kay Francis, Henry O'Neill                                  | drame, Romance                         |      |  |
| Love in Bloom                                         | Elliott Nugent                   | George Burns, Gracie Allen, Dixie Lee                                     | Comédie, romance                       |      |  |
| Love Me Forever                                       | Victor Schertzinger              | Grace Moore, Leo Carrillo, Spring Byington                                | drame, Musical                         |      |  |
| Mad Love                                              | Karl Freund                      | Peter Lorre, Frances Drake, Colin Clive                                   | drame, film d'horreur                  |      |  |
| Magnificent Obsession                                 | John M. Stahl                    | Robert Taylor, Irene Dunne, Ralph Morgan                                  | drame, Romance                         |      |  |
| Make a Million                                        | Lewis D. Collins                 | Charles Starrett, Pauline Brooks, James Burke                             | Comédie                                |      |  |
| Man on the Flying Trapeze                             | Clyde Bruckman, W. C. Fields     | W. C. Fields, Kathleen Howard, Mary Brian                                 | Comédie                                |      |  |
| The Man Who Broke the Bank at Monte Carlo             | Stephen Roberts                  | Ronald Colman, Joan Bennett, Colin Clive                                  | Comédie                                |      |  |
| Manhattan Moon                                        | Stuart Walker                    | Ricardo Cortez, Dorothy Page, Hugh O'Connell                              | Comédie musicale                       |      |  |
| Mark of the Vampire                                   | Tod Browning                     | Bela Lugosi, Lionel Barrymore, Elizabeth Allan                            | Film à énigme, film d'horreur          |      |  |
| Mary Burns, Fugitive                                  | Frank Lederer                    | Sylvia Sidney, Melvyn Douglas, Brian Donlevy                              | Drame                                  |      |  |
| Maybe It's Love                                       | William C. McGann                | Gloria Stuart, Ross Alexander, Ruth Donnelly                              | Comédie, romance                       |      |  |
| Men of Action                                         | Alan James                       | Frankie Darro, Barbara Worth, Fred Kohler                                 | drame, action                          |      |  |
| Men Without Names                                     | Ralph Murphy                     | Fred MacMurray, Madge Evans, J. C. Nugent                                 | drame, policier                        |      |  |
| Le Roman d'un chanteur (Metropolitan)                 | Richard Boleslawski              | Lawrence Tibbett, Alice Brady, Virginia Bruce                             | drame, Musical                         |      |  |
| Midnight Phantom (en)                                 | Bernard B. Ray                   | Reginald Denny, Claudia Dell, Lloyd Hughes                                | drame, policier                        |      |  |
| Le Songe d'une nuit d'été (A Midsummer Night's Dream) | William Dieterle, Max Reinhardt  | Olivia de Havilland, James Cagney, Mickey Rooney                          | Comédie, Fantasy                       |      |  |
| Les Misérables                                        | Richard Boleslawski              | Charles Laughton, Fredric March, Rochelle Hudson                          | drame, Romance                         |      |  |
| Miss Pacific Fleet                                    | Ray Enright                      | Joan Blondell, Glenda Farrell, Hugh Herbert                               | Comédie                                |      |  |
| Mississippi                                           | Wesley Ruggles                   | Bing Crosby, Joan Bennett, W. C. Fields                                   | Comédie musicale                       |      |  |
| Mister Dynamite                                       | Alan Crosland                    | Edmund Lowe, Matt McHugh, Esther Ralston                                  | drame, policier                        |      |  |
| Moonlight on the Prairie                              | D. Ross Lederman                 | Dick Foran, Sheila Bromley, George E. Stone                               | Western musical                        |      |  |
| Murder in Harlem                                      | Oscar Micheaux                   | Clarence Brooks, Dorothy Van Engle, Alice B. Russell                      | drame, Film à énigme                   |      |  |
| Murder in the Fleet                                   | Edward Sedgwick                  | Robert Taylor, Arthur Byron, Una Merkel                                   | Comédie, drame                         |      |  |
| The Murder Man                                        | Tim Whelan                       | Spencer Tracy, Virginia Bruce, William Demarest                           | drame, policier                        |      |  |
| Murder on a Honeymoon (en)                            | Lloyd Corrigan                   | Edna May Oliver, Leo G. Carroll, Lola Lane                                | Comédie, Film à énigme                 |      |  |
| Mutiny on the Bounty                                  | Frank Lloyd                      | Charles Laughton, Clark Gable, Franchot Tone                              | drame, aventure                        |      |  |
| The Mystery of Edwin Drood                            | Stuart Walker                    | Claude Rains, Douglass Montgomery, E. E. Clive                            | drame, Film à énigme                   |      |  |
| Naughty Marietta                                      | Robert Z. Leonard                | Jeanette MacDonald, Nelson Eddy, Elsa Lancaster                           | drame, Musical                         |      |  |
| A Night at the Opera                                  | Sam Wood, Edmund Goulding        | Groucho Marx, Kitty Carlisle, Harpo Marx                                  | Comédie, film musical                  |      |  |
| Night Life of the Gods                                | Lowell Sherman                   | Alan Mowbray, Gilbert Emery, Henry Armetta                                | Comédie, Fantasy                       |      |  |
| No More Ladies                                        | Edward H. Griffith, George Cukor | Joan Crawford, Robert Montgomery, Joan Fontaine                           | Comédie, romance                       |      |  |
| The Nut Farm                                          | Melville W. Brown                | Betty Alden, Oscar Apfel, Wallace Ford                                    | Comédie                                |      |  |
| O'Shaughnessy's Boy                                   | Richard Boleslawski              | Wallace Beery, Leona Maricle, Jackie Cooper                               | drame                                  |      |  |
| Oil for the Lamps of China                            | Mervyn LeRoy                     | Pat O'Brien, Josephine Hutchinson, Jean Muir                              | drame                                  |      |  |
| Once in a Blue Moon                                   | Ben Hecht, Charles MacArthur     | Jimmy Savo, Cecilia Loftus, George Mitchell                               | Comédie, drame                         |      |  |
| One Frightened Night                                  | Christy Cabanne                  | Lucien Littlefield, Mary Carlisle, Regis Toomey                           | Comédie, Film à énigme, film d'horreur |      |  |
| Our Little Girl                                       | John S. Robertson                | Shirley Temple, Rosemary Ames, Joel McCrea                                | drame                                  |      |  |
| The Pace That Kills                                   | William A. O'Connor              | Sheila Bromley, Lois January, Charles Delaney                             | drame                                  |      |  |
| Reine de beauté (Page Miss Glory)                     | Mervyn LeRoy                     | Marion Davies, Pat O'Brien, Dick Powell                                   | Comédie romantique                     |      |  |
| Paris In Spring                                       | Lewis Milestone                  | Mary Ellis, Tullio Carminati, Ida Lupino                                  | Comédie                                |      |  |
| Party Wire                                            | Erle C. Kenton                   | Jean Arthur, Victor Jory, Charley Grapewin                                | Comédie                                |      |  |
| People Will Talk                                      | Alfred Santell                   | Charles Ruggles, Mary Boland, Leila Hyams                                 | Comédie                                |      |  |
| The People's Enemy                                    | Crane Wilbur                     | Melvyn Douglas, Preston Foster, Lila Lee                                  | drame, policier                        |      |  |
| Peter Ibbetson                                        | Henry Hathaway                   | Gary Cooper, Ann Harding, Ida Lupino                                      | drame                                  |      |  |
| Princess O'Hara                                       | David Burton                     | Jean Parker, Chester Morris, Ralph Remley                                 | Comédie                                |      |  |
| Private Worlds                                        | Gregory La Cava                  | Claudette Colbert, Joel McCrea, Charles Boyer                             | drame                                  |      |  |
| Professional Soldier                                  | Tay Garnett                      | Victor McLaglen, Freddie Bartholomew, Gloria Stuart                       | drame, aventure                        |      |  |
| Public Hero No. 1                                     | J. Walter Ruben                  | Jean Arthur, Lionel Barrymore, Joseph Calleia                             | drame, policier                        |      |  |
| Rainbow's End                                         | Norman Spencer                   | Hoot Gibson, Oscar Apfel, June Gale                                       | Western                                |      |  |
| The Raven                                             | Lew Landers                      | Bela Lugosi, Boris Karloff, Irene Ware                                    | drame, film d'horreur                  |      |  |
| Reckless                                              | Victor Fleming                   | Jean Harlow, William Powell, Rosalind Russell                             | Comédie, film musical                  |      |  |
| Red Salute                                            | Sidney Lanfield                  | Barbara Stanwyck, Robert Young, Purnell Pratt                             | drame                                  |      |  |
| Remember Last Night?                                  | James Whale                      | Constance Cummings, Robert Young, Edward Arnold                           | Comédie, Film à énigme                 |      |  |
| Rendezvous                                            | Sam Wood                         | William Powell, Rosalind Russell, Cesar Romero                            | Comédie, drame                         |      |  |
| The Right to Live                                     | William Keighley                 | Josephine Hutchinson, George Brent, Peggy Wood                            | drame                                  |      |  |
| Roberta                                               | William A. Seiter                | Irene Dunne, Fred Astaire, Ginger Rogers                                  | Musical                                |      |  |
| Rocky Mountain Mystery                                | Charles Barton                   | Randolph Scott, Ann Sheridan                                              | Western                                |      |  |
| Romance In Manhattan                                  | Stephen Roberts                  | Ginger Rogers, Francis Lederer, Jimmy Butler                              | Comédie, drame                         |      |  |
| Ruggles of Red Gap                                    | Leo McCarey                      | Charles Laughton, Roland Young, ZaSu Pitts                                | Comédie                                |      |  |
| Rustler's Paradise                                    | Harry L. Fraser                  | Harry Carey, Slim Whitaker, Carmen Bailey                                 | Western                                |      |  |
| Rustlers of Red Dog                                   | Lew Landers                      | Johnny Mack Brown, Joyce Compton, William Desmond, Raymond Hatton         | Western                                |      |  |
| Le Goujat                                             | Ben Hecht, Charles MacArthur     | Noël Coward, Martha Sleeper, Alexander Woollcott                          | Comédie, drame                         |      |  |
| Shanghai                                              | James Flood                      | Loretta Young, Charles Boyer, Warner Oland                                | Comédie, drame, Romance                |      |  |
| She                                                   | Irving Pichel, Lansing C. Holden | Helen Gahagan, Randolph Scott, Nigel Bruce                                | Aventure, Fantasy                      |      |  |
| She Couldn't Take It                                  | Tay Garnett                      | Joan Bennett, Walter Connolly, Wallace Ford                               | Comédie                                |      |  |
| She Gets Her Man                                      | William Nigh                     | Ward Bond, ZaSu Pitts, Lucien Littlefield                                 | Comédie, policier                      |      |  |
| She Married Her Boss                                  | Gregory La Cava                  | Claudette Colbert, Melvyn Douglas, Jean Dixon                             | Comédie, drame                         |      |  |
| Smart Girl                                            | Aubrey Scotto                    | Ida Lupino, Kent Taylor, Joseph Cawthorn                                  | Comédie, drame                         |      |  |
| So Red the Rose                                       | King Vidor                       | Walter Connolly, Margaret Sullavan, Randolph Scott                        | drame                                  |      |  |
| Society Fever                                         | Frank R. Strayer                 | Lois Wilson, Guinn Williams, Hedda Hopper                                 | Comédie                                |      |  |
| Special Agent                                         | William Keighley                 | Bette Davis, Ricardo Cortez, George Brent                                 | drame, policier                        |      |  |
| Splendor                                              | Elliott Nugent                   | Miriam Hopkins, Joel McCrea, Helen Westley                                | Comédie, drame, romance                |      |  |
| Star of Midnight                                      | Stephen Roberts                  | William Powell, Ginger Rogers, Ward Bond                                  | Comédie, Film à énigme                 |      |  |
| Stars Over Broadway                                   | William Keighley                 | Pat O'Brien, James Melton, Jane Froman                                    | Comédie, drame, film musical           |      |  |
| Steamboat Round the Bend                              | John Ford                        | Stepin Fetchit, Anne Shirley, Eugene Pallette                             | Comédie                                |      |  |
| Stolen Harmony                                        | Alfred L. Werker                 | George Raft, Ben Bernie, Lloyd Nolan                                      | Comédie, film musical                  |      |  |
| Storm Over the Andes                                  | Christy Cabanne                  | Gene Lockhart, Jack Holt, Antonio Moreno                                  | drame, aventure, War                   |      |  |
| Stormy                                                | Lew Landers                      | Noah Beery Jr., Fred Kohler, J. Farrell MacDonald                         | Western                                |      |  |
| Stranded                                              | Frank Borzage                    | George Brent, Kay Francis, Robert Barrat                                  | drame                                  |      |  |
| Sweet Music                                           | Alfred E. Green                  | Rudy Vallée, Ann Dvorak, Helen Morgan                                     | Musical                                |      |  |
| A Tale of Two Cities                                  | Jack Conway                      | Ronald Colman, Edna May Oliver, Basil Rathbone                            | drame                                  |      |  |
| Ten Dollar Raise                                      | George Marshall                  | Edward Everett Horton, Karen Morley, Berton Churchill                     | Comédie                                |      |  |
| Thanks a Million                                      | Roy Del Ruth                     | Dick Powell, Raymond Walburn, Patsy Kelly                                 | Comédie, film musical                  |      |  |
| The Three Musketeers                                  | Rowland V. Lee                   | Paul Lukas, Walter Abel, Heather Angel                                    | Aventure, action                       |      |  |
| Times Square Lady                                     | George B. Seitz                  | Robert Taylor, Virginia Bruce, Pinky Tomlin                               | Romance, Musical                       |      |  |
| To Beat the Band                                      | Benjamin Stoloff                 | Hugh Herbert, Evelyn Poe, Helen Broderick                                 | Comédie musicale                       |      |  |
| Top Hat                                               | Mark Sandrich                    | Fred Astaire, Ginger Rogers, Edward Everett Horton                        | Comédie musicale                       |      |  |
| Tumbling Tumbleweeds                                  | Joseph Kane                      | Gene Autry, Smiley Burnette, Lucille Brown                                | Western                                |      |  |
| Twenty Dollars a Week                                 | Wesley Ford                      | James Murray, Dorothy Revier, William Worthington                         | Comédie, drame                         |      |  |
| Under Pressure                                        | Raoul Walsh                      | Edmund Lowe, Victor McLaglen, Charles Bickford                            | drame                                  |      |  |
| Under the Pampas Moon                                 | James Tinling                    | Warner Baxter, Ketti Gallian, Jack LaRue                                  | Western, Musical                       |      |  |
| Vanessa: Her Love Story                               | William K. Howard                | Helen Hayes, Robert Montgomery, Otto Kruger                               | drame, Romance                         |      |  |
| Village Tale                                          | John Cromwell                    | Randolph Scott, Kay Johnson, Robert Barrat                                | drame                                  |      |  |
| Waterfront Lady                                       | Joseph Santley                   | Ann Rutherford, Frank Albertson, Ward Bond                                | drame                                  |      |  |
| Way Down East                                         | Henry King                       | Henry Fonda, Rochelle Hudson, Margaret Hamilton                           | drame                                  |      |  |
| The Wedding Night                                     | King Vidor                       | Gary Cooper, Anna Sten, Helen Vinson                                      | drame                                  |      |  |
| Werewolf of London                                    | Stuart Walker                    | Henry Hull, Warner Oland, Valerie Hobson\|Film d'horreur, science fiction |                                        |      |  |
| West Point of the Air                                 | Richard Rosson                   | Robert Taylor, Wallace Beery, Rosalind Russell                            | drame                                  |      |  |
| Westward Ho                                           | Robert N. Bradbury               | John Wayne, Sheila Bromley, Hank Bell                                     | Western                                |      |  |
| While the Patient Slept                               | Ray Enright                      | Aline MacMahon, Guy Kibbee, Allen Jenkins                                 | Comédie                                |      |  |
| Whipsaw                                               | James Wong Howe, Sam Wood        | Spencer Tracy, Myrna Loy, John Qualen                                     | Comédie, drame                         |      |  |
| The Whole Town's Talking                              | John Ford                        | Edward G. Robinson, Jean Arthur, Arthur Byron                             | Comédie                                |      |  |
| Wings in the Dark                                     | James Flood                      | Cary Grant, Myrna Loy, Matt McHugh                                        | drame, aventure                        |      |  |
| The Woman in Red                                      | Robert Florey                    | Barbara Stanwyck, Genevieve Tobin, Gene Raymond                           | drame                                  |      |  |
| Woman Wanted                                          | George B. Seitz                  | Maureen O'Sullivan, Joel McCrea, Louis Calhern                            | drame                                  |      |  |
| Your Uncle Dudley                                     | James Tinling                    | Edward Everett Horton, Jane Barnes, John McGuire                          | Comédie                                |      |  |

## Source de la traduction
- (en) Cet article est partiellement ou en totalité issu de l’article de Wikipédia en anglais intitulé « List of American films of 1935 » (voir la liste des auteurs).